# Bundesautobahn 443
Pour les articles homonymes, voir A443.
La Bundesautobahn 443 était une Bundesautobahn dans le Land de Rhénanie-du-Nord-Westphalie.

## Histoire
L'autoroute qui menait d'Unna à Unna-Sud est ouverte à la circulation en même temps que la Bundesautobahn 44 le 3 novembre 1972.
Le plan initial prévoit que l'A 443 passerait au nord depuis Lerche avec une connexion à la Bundesautobahn 2 par une connexion à l'extension jamais construite de la Bundesautobahn 42 près de Bönen jusqu'à Unna et plus depuis Unna-Sud jusqu'à Iserlohn avec une connexion à la Bundesautobahn 46 dans la zone de l'échangeur d'Iserlohn-Seilersee. L'A 443 était destinée à former une section transversale importante entre les routes ouest-est. Par tronçons, cet itinéraire est réalisé sous le nom de Bundesstraße 233 et de  Landesstraße 679. Cependant, en raison de la résistance à la fragmentation d'une zone de protection du paysage et des changements dans la planification du trafic suprarégional, il reste à faire un court tronçon entre la B 233 au sud et la Bundesstraße 1 à l'extrémité nord de l'A 443.
Le 1er janvier 2006, l'A 443 est définitivement déclassée en B 233 ou L 679. Néanmoins, pendant plus de trois ans, l'itinéraire est principalement balisé par les anciens panneaux d'autoroute bleus et est indiqué comme l'A 443. Dans le cadre de travaux de rénovation, les anciennes signalisations sont progressivement transformées en panneaux jaunes. Depuis fin 2009, l'ancienne autoroute est officiellement désignée Kraftfahrstraße.
La raison de ce déclassement est que l'arrondissement d'Unna et le Land de Rhénanie du Nord-Westphalie ont financé la construction d'un nouveau rond-point afin de pouvoir relier l'(ancienne) autoroute directement au parc industriel d'Unna. Le gouvernement fédéral aurait été responsable des autoroutes. Le rond-point est ouvert à la circulation fin octobre 2006.